# Lysis
Lysis (2. pád Lysida) je Platónův dialog o přátelství. Hlavními osobami jsou kromě Sókrata zamilovaný Hipotales, jeho láska – chlapec Lysis, kamarád Lysise Mexenus a oponent Hipotala Ktesipos.

## Úvod
Hipotales prý obtěžuje ostatní svými prožitky v milostném vztahu. Sókrates ho proto prosí, aby mu své chování ukázal. On ale pouze přípouští, že Lysise miluje a popírá, že se chová, jak říkají druzí. Dle Ktesipa je to možné jen proto, že se z toho všeho už úplně zbláznil. Jak by jinak ostatní mohli o té lásce vědět?

## Ktesipos sděluje své pojetí toho, co Hipotales ve skutečnosti dělá
Hipotales je hluboce zamilován a nedokáže říci nic konkrétního o svém miláčkovi, nepředstavuje-li si to tak, že stačí úroveň ještě nižší, než je obvyklé u dětí. Mluví o slávě Lysisova rodu včetně zcela nepodstatných podrobností a nutí to ostatní poslouchat.

## Sókratovy závěry
1. Hipotales skládá verše na svou vlastní počest: Vítězstvím je skutečný zisk takové lásky, o níž Hipotales zpívá. Hipotala povzbuzuje nedostupnost lásky takovéhoto charakteru. Povzbuzuje sám sebe v obavě z možných nesnází.
2. Kazí se tak povaha perspektivně možného vztahu: Hrozí zpychnutí v důsledku přijímání chvály toho, kdo by jinak zůstal uměřený, jeho ztráta sebekritičnosti. Nedostatek vtipu – přemíra pocitů v chování – nebudí úctu a respekt, činí nemožným podřízení si někoho, jeho podvolení se. Ten, kdo by měl – v míře, která ho jedině činí součástí vztahu – panovat, ubližuje místo toho sám sobě.

Hipotales chce, aby mu Sókrates pomohl, protože jde jen o to, jak se správně chovat a nadešel právě okamžik, jak to zjistit (koná se mužský svátek).
Lysis je nadšeným posluchačem. Nepřidruží-li se sám, přivede ho Mexenus, Ktesipův příbuzný a Lysisův přítel.
Mexenus odchází konat obětní obřad.

## Sókratova odpověď: dialog s Lysisem
Lysis je přece nezbytně milován svými rodiči, kteří si přejí jeho dokonalé štěstí! Brzdí a omezují ho proto v řadě věcí, které si přeje (srv. otrok). Nájemnému kočímu důvěřují v jistém smyslu daleko více (tj. dávají mu svobodu v tom, co si přeje, když řídí spřežení). Lysisovi rodiče dokonce nedovolují řadu věcí, které se týkají přímo jeho samého (nic tedy již z toho, co může někdo jiný). S výjimkou úkolů, které mu zadávají oni sami (nebo ti, jimž zadávání úkolů svěřili). Tj. jsou-li si oni jisti, že dané činnosti jsou pro jejich dítě zvládnutelné.

### Lysisovo štěstí nemá tedy povahu slepé důvěry ve schopnosti
1. Lysis musí nechat druhé, aby o něm rozhodovali
2. rozhoduje sám jen, když nemůže ublížit (sobě ani druhým)
3. může být prospěšný, působit rodičům radost, je-li na druhé straně v něčem lepší, než kdokoli jiný

### První glosa o přátelství
1. moudrý (zkušený, užitečný) je každému přítelem
2. přátelskost je opak domýšlivosti (tj. zkázy, která někdy vzniká i přemírou štědrosti v lichotkách, nepodložeností lásky)

Hrozba toho, že Hipotales je bezmocný a že by mu bylo možné snadno ublížit, je možná spíše výmluvou pro Sókratovu momentální nepřipravenost a Sókrates by se musel stydět. Chtěl totiž rozechvělého Hipotala upozornit, že se právě setkal se správným způsobem konverzace. Zpronevěřil by se tak ale vlastním předsevzetím (jeho vlastní chování by bylo obdobou chování jím kritizovaného). Chtěl by na Hipotala udělat dojem, chtěl by ho ohromit, chtěl by si ho sobecky získat (srv. výše pranýřovaná chlubivost).
Návrat Mexena; Lysis si přeje, aby Sókrates vše nyní vyzkoušel znovu na Mexenovi. Jinak má alespoň jít o něco nového. Lysis nechce splnit podmínku, aby se o to pokusil sám. Nechce čekat, až Sókrata příště potká, kdyby měl nějaké nejasnosti. Sókrates má zůstat a Lysise nevyhánět.

## Kompromis
Do věci se vkládá Mexenův zastánce, obávaný Ktesipos, který nechce stát stranou. Vadí mu, že Sókrates předstírá snahu u Mexena – jeho žáka – zjistit to, co by dokázal i bez něj. Jde jen o porozumění některým moudrostem ze strany Lysise. Je to záminka...

## Sókratovi tedy není jasné, co je to přátelství (resp. láska)

### Přítelem je milovaná bytost tomu, kdo ji miluje i naopak
1. je-li jeden z nich přítelem, stačí to k tomu aby vzájemně si byli přáteli
2. láska nemusí být oplácena
3. může jít dokonce o nenávist, tj. nelze si jednoznačně ověřit, o co ve skutečnosti jde

Není pravda, že přítelem je
1. ten, kdo může být nenáviděn nebo ten, kdo možná nenávidí nebo ani jeden z nich
2. spor s vysvětlovanou tezí

### Přátelství však nemusí být vždy vzájemné - nejsou si vždy přáteli jen, pokud se milují oba
1. a neoplácená láska nemůže přivábit žádnou jinou lásku
2. a není šťasten „milovník“ čehokoli (svých dětí, koní nebo moudrosti)

#### Nemohlo by pak zlobivé dítě (nenávidějící své rodiče) být jim přesto drahé
1. ne ten, kdo je milován, ale ten, kdo miluje je přítelem
2. a ten, kdo je milován, je nepřítel
3. lidé jsou milováni svými nepřáteli a nenáviděni svými přáteli, jsou přáteli svých nepřátel a nepřáteli svých přátel

### Milující je přítelem toho, kdo je milován
1. ukázalo se, že souběžně můžeme milovat toho, kdo nás nenávidí a nenávidět toho, kdo nás miluje
2. neplatí tedy ve stu procentech případů, že milovaný má v milujícím svého přítele
3. celá naše láska nepatří tomu, kdo miluje a není tedy naším přítelem (spor s vysvětlovanou tezí)

### Přitažlivé je za dobře se vším, co je přitahováno
Není pravda, že podobní lidé jsou si přáteli. Špatný člověk netíhne k jinému špatnému člověku, nechce-li si sám ublížit. Nemůže být přítelem ani dobrého člověka (pro disharmonii v sobě samém).

#### Čeká-li přátelství, kdo se ho ujme, dobří by nemuseli jevit zájem
1. podobní si mohou být navzájem podobní jedině bezrozdílností
2. neplyne jim jednomu z druhého žádný užitek

#### V opačném případě dobří ho nepovažují za nutné
Jsou-li dobří – dokonalí, milují se jen do té míry v jaké pociťují nedostatek, tj. vůbec ne.

### Neplatí to pro všechny lidské bytosti
1. protiklady se přitahují (plné potřebuje prázdné a naopak apod.)
2. avšak, dobrý – zlý, spravedlivý – nespravedlivý...

### Platí pro ně spíše, že v neutrální poloze se stávají přáteli těch, co jsou v poloze pozitivní, zatímco v poloze horší nikoli
1. nikdo nesmí být přítelem – jak bylo zjištěno – špatných
2. nikdo nesmí být přítelem sobě podobného
3. ale např. nemocný člověk (kterému je „na nic“, „nijak“) je přítelem lékaři a má přítele v něm, zdravý nikoli

### Tomu, co je ještě ne úplně dobré, stačí tedy bohatě náklonnost ještě ne úplně zkaženého
1. neutrální poloha je pouze směsí pozitivního a negativního, které nejsou maskou jedno pro druhé, mají sklon se úplně pohltit
2. směs není ani jednou ze svých složek – přítomna je neúplnost obou z nich
3. přátelé moudrosti mohou být proto jedině ti, co ještě moudrými nejsou (resp. za moudré sami sebe ve své fantazii nepovažují)

### Pochybnosti
1. zatím se podařilo uchopit pouze stín skutečné povahy přátelství
2. tíhneme k dobru, abychom unikli zlu, ke zdraví, abychom unikli nemoci, k nějakému příteli (lékaři), abychom unikli nepříteli

#### Nedostává se již argumentů pro vyvrácení návratu protikladnosti jako podstaty přátelství, ale tím už se není nutno zdržovat
Podstatné je, že chybí první princip přátelství – něco, co již není možné odbýt výmluvou na něco jiného (zdraví, dobro...). Pouze se nám zdá, že chceme věci, jejichž pravý význam tkví někde jinde (např. lék pro nemocné dítě).

### Přátelskost nesmí tedy spočívat v ničem jiném než v sobě samé
1. může jí být rovno samo dobro
2. nebylo by samo pro sebe vším pouze nebýt zla (jinak ano)
3. přátelskost sama nás už tedy musí nevést k čemukoli jinému

#### Musí dokázat být sama sebou jen díky svému opaku
1. opak je tedy nejen zlý, ale i blahodárný
2. jsou situace, kdy na hlad nebo žízeň nahlížíme lhostejně – opak dobra na nás nepůsobí nijak
3. nebude-li opak, prvky přátelskosti musí být tedy zachovány, neboť spočívají v působení něčeho na něco jiného
4. spor s vysvětlovanou tezí

#### Jinak musí mít přátelskost jiný důvod, než cestu jednoznačně k dobru (ústup od zla)
Může jím být žádost, touha (míněno obecně, tj. jako „první princip“). Ta je reakcí na nedostatek, na to, že nám něco chybí, že jsme v něčem omezeni (nebo že k něčemu patříme – srv. příbuznost).

#### Přátelskost je takto zbytečná
1. nedostatek je to, co nás sbližuje
2. přátelskost je tedy de facto nucením, nutností (naší duše, povahy, zvyků nebo formy)
3. miluje nás to, bez čeho nemůžeme být, co vyžadujeme svou podstatou
4. nelze rozlišit objekt přátelskosti od toho, co je od nás samých nerozlišitelné

#### Můžeme se pokusit dosáhnout odlišení nedostatečnosti od pouhé nepodobnosti
1. zlo je nedostatkem všemu, dobro dostatkem
2. samo sobě je si zlo, dobro i neutrálno dostatkem – nemohou však být přáteli ti, co jsou si podobní
3. jako první princip přátelskosti tedy nelze nedostatečnost od nepodobnosti oddělit